# 皇帝密使
『皇帝密使』（こうていみっし、原題：最佳拍檔女皇密令、英題：Aces Go Places 3）は、1984年制作の香港のアクション・コメディ映画。

## 概要
サミュエル・ホイ扮する香港一の大泥棒サム（通称：キング・コング）が活躍する『悪漢探偵』シリーズの第3作目。ツイ・ハーク監督。
今回はスパイ映画仕立てで、『007』や『スパイ大作戦』のパロディを折り込み、『スパイ大作戦』で主演したピーター・グレイブスや、『007 ムーンレイカー』に殺し屋ジョーズ役で出演したリチャード・キール、そして『007ゴールドフィンガー』で元レスラーのハロルド坂田が演じた殺し屋オッドジョブを連想させるサンダー杉山。他にショーン・コネリーやロナルド・レーガン、エリザベス女王のそっくりさんも登場する。
エンディングで流れる主題歌「Top Secret」は、サミュエル・ホイと山田邦子によるデュエット（作詞：麻生圭子　作・編曲：佐久間正英）。

## あらすじ
パリで観光を楽しんでいた香港一の大泥棒サム（通称：キング・コング）は、突然魅力的な美女に襲われた。エッフェル塔まで逃げて来ると、今度は2人の屈強な大男に襲われる。キング・コングはどうにかその場を脱出したが、途中誤ってセーヌ川に落ちてしまう。すると、水の中で彼はサメのような潜水艦に捕まった。
その中には、英国秘密諜報部の特別諜報部員のミスター・ボンドという男がいた。ボンドはキング・コングに頼みたい任務があるので、それに適合するかどうか、例の連中を使って彼をテストしたのだと告げた。その任務とは、女王陛下の王冠から盗まれて、今は香港にある2つの宝石を取り戻してほしいという、女王陛下からの特別なミッションであった。
キング・コングはボンドが付けた諜報員701号と共に香港に戻り、宝石を盗み出すが、トム・コリンズというイギリス人の男が彼に接近してきた。彼は自分が本物の英国秘密諜報部員であることを告げたうえで、ボンドこそが宝石を盗んだ主犯であるという。
キング・コングは友人のコドジャック刑事、ナンシー警部と協力して宝石を再度奪回し、ボンドの悪企みを打ち砕こうとする。

## キャスト
※括弧内は日本語吹替（フジテレビ版）
- サム（キング・コング）：サミュエル・ホイ（井上和彦）
- ナンシー・ホー警部：シルヴィア・チャン（研ナオコ）
- コドジャック刑事：カール・マッカ（中国語版）（大塚周夫）
- ミスター・ボンド：ジャン・マーサント（若山弦蔵）
- トム・コリンズ：ピーター・グレイブス（若山弦蔵）
- 701号：ナオミ・オーツボ（梨羽由記子）
- ビッグG：リチャード・キール（笹岡繁蔵）
- サンダー：サンダー杉山
- リッキー・ホイ（千葉繁）

翻訳：額田やえ子、演出：水本完、制作：ザックプロモーション、初回放送：1986年12月27日『ゴールデン洋画劇場』